# Karl von Briesen
Karl Philipp Traugott von Briesen (* 22. November 1765 in Wirschkowitz, Kreis Militsch; † 21. November 1834 in Minden) war ein preußischer Generalleutnant.

## Leben

### Herkunft
Karl war ein Sohn des preußischen Salzfaktor sowie Erbherr auf Wirschkowitz und Wengeln Georg von Briesen (1723–1787) und dessen Ehefrau Johanna, geborene von Rothkirch (1732–1812) aus dem Hause Braunau.

### Militärkarriere
Briesen trat 1780 als Estandartenjunker in das Kürassierregiment „von Arnim“ der Preußischen Armee ein und avancierte Anfang Dezember 1782 zum Kornett. Da seine Familie ihn aus wirtschaftlichen Gründen nicht unterstützen konnte, erhielt er vom preußischen König Friedrich II. 100 Taler für seine Offizierausstattung. Am 25. August 1789 stieg er zum Sekondeleutnant auf und nahm 1794/95 während des Feldzuges in Polen am Gefecht vor Warschau und an der Besetzung von Radon teil. Für Radon erhielt Briesen am 24. November 1794 den Orden Pour le Mérite und am 23. Dezember 1795 wurde er zum Premierleutnant befördert. Bis Mitte November 1799 stieg er zum Rittmeister auf. Im Vierten Koalitionskrieg kämpfte er in den Gefechten bei Königsberg und Gollau und nahm dann am Rückzug über die Memel teil.
Nach dem Frieden von Tilsit wurde er am 17. März 1807 zum Major befördert und am 6. Mai 1807 zum Eskadronchef ernannt. Am 25. November 1807 kam er in das 1. Schlesische Kürassier-Regiment, wurde am 27. Mai 1813 zum Regimentskommandeur ernannt sowie Mitte Juli 1813 zum Oberstleutnant befördert. Während der Befreiungskriege kämpfte Briesen bei Großgörschen, Bautzen, Laon und Paris sowie bei den Belagerungen von Thionville und Longwy. Er erhielt neben beiden Klassen des Eisernen Kreuzes den Orden der Heiligen Anna II. Klasse, wurde bei Haynau verwundet und am 1. Januar 1814 zum Oberst befördert.
Am 23. März 1815 wurde er Brigadekommandeur ad Interim beim VI. Armee-Korps und am 10. April 1816 zum Inspekteur der Landwehrinspektion Arnsberg ernannt. Mitte Mai 1816 erhielt Briesen die Erlaubnis zum Tragen der Uniform des Schlesischen Kürassier-Regiments, wurde am 30. März 1817 mit Patent vom 1. April 1817 zum Generalmajor befördert sowie am 22. Februar 1820 zum Kommandeur der 14. Landwehr-Brigade ernannt. Daran schloss sich am 30. März 1827 eine Verwendung als Kommandant von Minden an. Briesen wurde am 27. März 1831 als Generalleutnant mit einer Pension von 2700 Talern verabschiedet. Nach seiner Verabschiedung verlieh ihm König Friedrich Wilhelm III. am 10. April 1831 den Roten Adlerorden II. Klasse mit Eichenlaub. Er starb am 21. November 1834 in Minden.
In seiner Beurteilung aus dem Jahr 1811 schrieb sein Kommandeur der Oberstleutnant Ferdinand von Lessel: „Vorzüglicher moralischer Charakter nebst Kenntnissen, wie sie einem Stabsoffizier, der zu höherem Posten sich eignet, nötig sind.“

### Familie
Briesen heiratete am 30. August 1796 in Krappitz Eleonore Tschulke (1770–1834), die älteste Tochter des Bürgermeisters von Krappitz Georg Friedrich Tschulke. Das Paar hatte mehrere Kinder:
- Karoline (* 1797)
- Anna (* 1800) ⚭ N.N. Schultz, Premierleutnant a. D.
- Bruno Albert Bernhard (* 1801)
- Berta (1803–1855) ⚭ Georg Heinrich von Hühnerbein (1800–1842), Sohn von Friedrich Heinrich Karl von Hünerbein
- Adelaide (1804–1884) ⚭ 1864 Hermann von Briesen (1808–1877), preußischer Oberstleutnant
- Karl Robert Ludwig (1807–1808)
- Robert (1809–1825)